# Вірменська система числення
Вірменська система числення — історична система числення, яку було створено із маюскулів (великих літер) вірменської абетки.
В цій системі не було позначення цифри нуль, а числові значення окремих літер додавали в суму. Такий же принцип лежав в основі давньогрецької та давньоєврейської систем числення. В наш час у Вірменії використовують арабські цифри. Натомість вірменські цифри виконують приблизно ту ж роль, що римські цифри в Україні. 
Наприклад, Գարեգին Բ. означає «Ґареґін II» чи Գ. գլուխ  означає «Глава III» (в заголовку).
| Вірменські | Транслітерація | Арабські (індійські) |
| ---------- | -------------- | -------------------- |
| Ա          | A              | 1                    |
| Բ          | B              | 2                    |
| Գ          | G              | 3                    |
| Դ          | D              | 4                    |
| Ե          | YE             | 5                    |
| Զ          | Z              | 6                    |
| Է          | E              | 7                    |
| Ը          | Ě (Ə/ə)        | 8                    |
| Թ          | TH (T‘)        | 9                    |
| Ժ          | Ž              | 10                   |
| Ի          | I              | 20                   |
| Լ          | L              | 30                   |
| Խ          | X (KH)         | 40                   |
| Ծ          | TZ             | 50                   |
| Կ          | K              | 60                   |
| Հ          | H              | 70                   |
| Ձ          | DZ             | 80                   |
| Ղ          | GH             | 90                   |
| Ճ          | Č (TCH)        | 100                  |
| Մ          | M              | 200                  |
| Յ          | Y              | 300                  |
| Ն          | N              | 400                  |
| Շ          | SH (Š)         | 500                  |
| Ո          | VO / O         | 600                  |
| Չ          | CH (Č)         | 700                  |
| Պ          | P              | 800                  |
| Ջ          | J              | 900                  |
| Ռ          | RR             | 1000                 |
| Ս          | S              | 2000                 |
| Վ          | V              | 3000                 |
| Տ          | T              | 4000                 |
| Ր          | R              | 5000                 |
| Ց          | C (TS)         | 6000                 |
| Ւ          | U / W          | 7000                 |
| Փ          | PH             | 8000                 |
| Ք          | Q              | 9000                 |

Останні дві літери вірменської абетки «о» (Օ) та «фе» (Ֆ) було додано в алфавіт уже після введення у використання арабських цифр, аби полегшити транслітерацію з інших мов. Тому вони не мають числового значення.

## Алгоритм
Оскільки числа у вірменській системі числення утворюються додаванням окремих літер-цифр, порядок їх у числі не має значення. Втім прийнято записувати їх справа наліво від найбільшого до найменшого. 
Наприклад:
- ՌՋՀԵ = 1975 = 1000 + 900 + 70 + 5
- ՍՄԻԲ = 2222 = 2000 + 200 + 20 + 2
- ՍԴ = 2004 = 2000 + 4
- ՃԻ = 120 = 100 + 20
- Ծ = 50

Для чисел, що перевищують 9000 над відповідною літерою ставлять лінію, що означає множення числового значення на 10000. Таким чином 10000 позначають літерою Ա з лінією над нею, 20000 — Բ з лінією над нею і т.д.